# カレン・ブリクセン

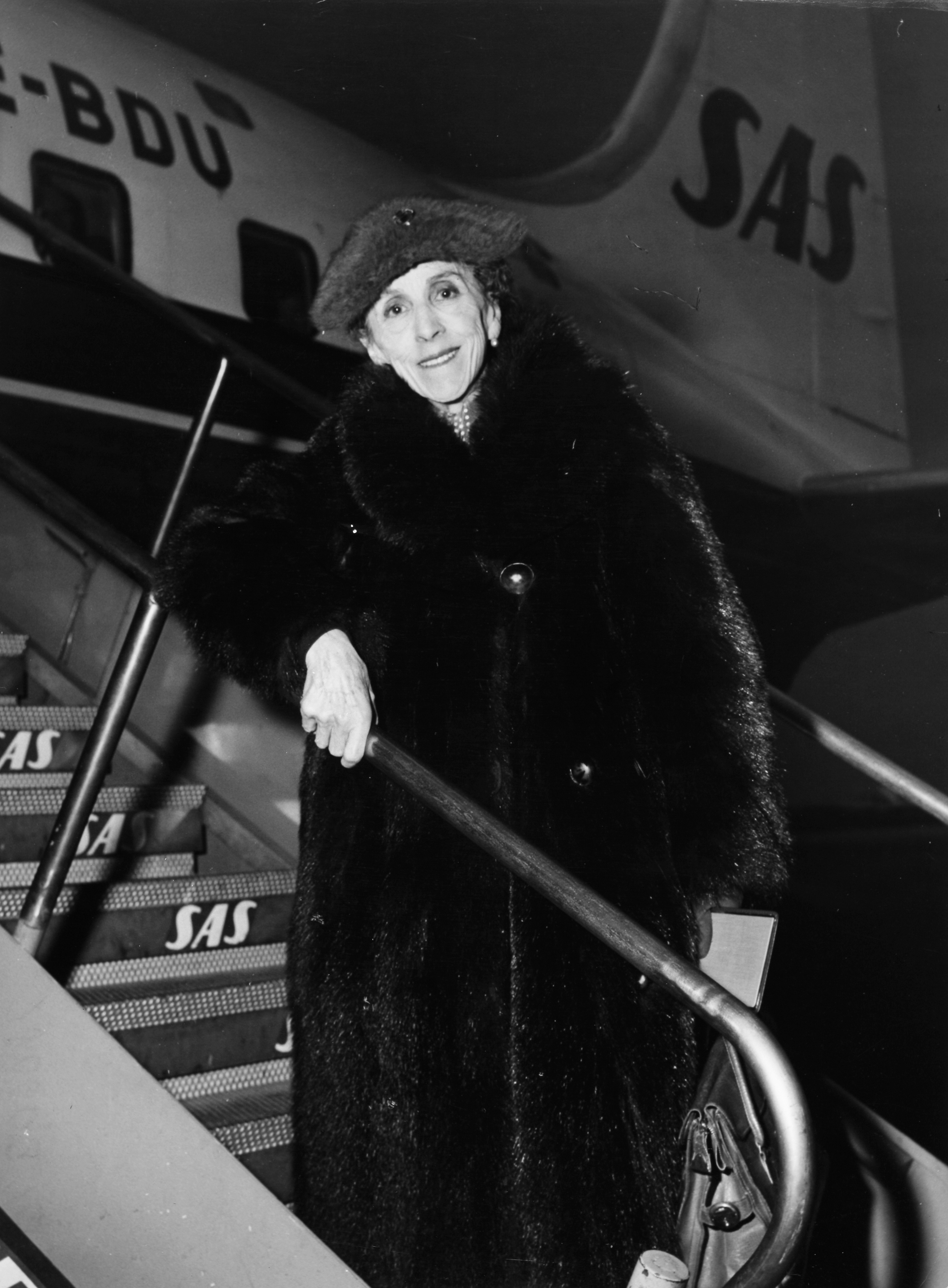
カレン・ブリクセン

カレン・ブリクセン（Baroness Karen von Blixen-Finecke [kʰɑːɑn ˈb̥leɡ̊sn̩], 1885年4月17日 - 1962年9月7日）は、20世紀のデンマークを代表するゴシック小説家。デンマーク語と英語の両方で執筆し、デンマーク語版は本名のカレン・ブリクセン名義、英語版はペンネーム（男性名）のイサク・ディーネセンもしくはアイザック・ディネーセン（Isak Dinesen）名義で作品を発表した。作品によっては作品間の翻訳の際に加筆訂正がなされ、時には別作品ともいえる物になっているという複雑な作家である。2009年まで、デンマークの50クローネ紙幣には彼女の肖像が使われていた。

## 生涯
1885年、デンマークのルングステッズ生まれ。作家であり軍人であった父親ヴィルヘルム・ディーネセンに強い影響を受け、20代前半にはコペンハーゲン王立美術アカデミーで学んだり、パリで絵画の修業をしたり、あるいは文芸雑誌に小品を寄稿したりしていた。この時代の作品は画集などの形をとり後に復刻されている。
1913年に父方の親戚のスウェーデン貴族のブロア・ブリクセンと結婚し、翌年ケニアに移住。夫婦でコーヒー農園を経営するが、まもなく結婚生活が破綻（夫に移された梅毒は生涯の病になった）し、離婚。単身での経営を試みるがあえなく失敗し、1931年にデンマークに帰国した。ケニアで住んでいた家はカレン・ブリクセン博物館 となっている。1933年（当時48歳）に本格的に作家活動を始めた。1934年にアメリカで出版したイサク・ディーネセン名義の作品「七つのゴシック物語」で成功を収め、その翌年デンマークでカレン・ブリクセン名義でそのリライトを発表し、以降その名義の使い分けを始めた。
1950年代に入ると体調を崩す事が多くなり、執筆活動が困難になるものの、ラジオ番組などに出演するなどの活動を続けた。1962年にルングステッズで死去。

## 主要作品
- 七つのゴシック物語（Seven Gothic Tales, 1934年）
- アフリカの日々（Out of Africa, 1937年） - 『愛と哀しみの果て』として映画化された。
- 運命譚（Anecdotes of Destiny, 1958年） - 収録作の一編が『バベットの晩餐会』として映画化された。
- エーレンガード（Ehrengard, 1963年）-『エーレンガート:誘惑の極意』として映画化された。

## 日本語訳
- 『ノルダーナイの大洪水』（カーレン・ブリクセン名義、山室静訳、新潮社 1970年）
- ディネーセン・コレクション（アイザック・ディネーセン名義、横山貞子訳、晶文社）
  - 『アフリカの日々』（1981年）、のち河出書房新社「世界文学全集」、河出文庫（2018年）
  - 『夢みる人びと 七つのゴシック物語1』（1981年）、白水Uブックス（2013年10月）
  - 『ピサへの道  七つのゴシック物語2』（1982年）、白水Uブックス（2013年11月）
  - 『復讐には天使の優しさを』（1981年）、白水Uブックス（2025年5月）
- 『アフリカ農場 アウト・オブ・アフリカ』（カーレン・ブリクセン名義、渡辺洋美訳、工作舎 1983年、筑摩書房「筑摩叢書」、1992年）
- 『バベットの晩餐会』（イサク・ディーネセン名義、桝田啓介訳、筑摩書房 1989年、ちくま文庫、1992年）
- 『バベットの晩餐会』（アイザック・ディネーセン名義、岸田今日子訳、シネセゾン 1989年）
- 『不滅の物語』（イサク・ディーネセン名義、工藤政司訳、国書刊行会〈文学の冒険〉1995年）
- 『冬物語』（カーレン・ブリクセン名義、渡辺洋美訳、筑摩書房 1995年）
- 『運命綺譚』（カーレン・ブリクセン名義、渡辺洋美訳、ちくま文庫 1996年）
- 『草原に落ちる影』（カーレン・ブリクセン名義、桝田啓介訳、筑摩書房 1998年）
- 『冬の物語』（イサク・ディネセン名義、横山貞子訳、新潮社、2015年）

## 伝記
- 『ブリクセン／ディネセンについての小さな本』（スーネ・デ ・スーザ・シュミット＝マスン著、枇谷玲子訳、子ども時代、2024年）

## 名前の表記に関する問題
Isak Dinesenは本来はイサク・ディーネセンと読むが、映画『愛と哀しみの果て』の日本での公開の際に「アイザック・ディネーセン」という誤った表記が広まり、定着してしまった（アイザック＝英語読み、ディーネセン→ディネーセン＝デンマーク読みの誤表記）と書いている人もいるが、映画は1985年で、それ以前に横山貞子が『ディネーセン・コレクション』という表記で著作集を出しているので、こちらが定着したもの。戸田奈津子の映画字幕では「ダインセン」となっていた。